# Bahnhof Tapfheim

Luftbild (2022)

Der Bahnhof Tapfheim ist der einzige Bahnhof in der schwäbischen Gemeinde Tapfheim in Bayern. Das in den 1870er Jahren errichtete Empfangsgebäude an der Bahnhofstraße 3 ist ein geschütztes Baudenkmal.

## Geschichte

### Errichtung und Inbetriebnahme
Die Königlich Bayerischen Staatseisenbahnen nahmen den Bahnhof Tapfheim am 15. November 1877 als Zwischenbahnhof des Abschnitts Donauwörth–Höchstädt der Bahnstrecke Ingolstadt–Neuoffingen in Betrieb. Der erste Zug im Bahnhof wurde von einer Menschenmenge gefeiert. Um diese Zeit entstand auch das Empfangsgebäude nach Musterplänen des Architekten Jakob Graff im Gründerzeitstil. Es handelt sich um einen zweigeschossigen, teilweise unterkellerten Massivbau mit Hausteinsockel, Gurtgesims, flachem Walmdach und einem zum Hausbahnsteig hin orientierten Vordach mit ornamentierter Dachkonstruktion. Durch Kubatur und Dachform sollte der repräsentative Anspruch der Königlich Bayerischen Staatseisenbahnen zum Ausdruck kommen. In dem Gebäude waren Bahnbetriebsräume, ein Warteraum, ein Fahrkartenschalter sowie Büroräume und eine Dienstwohnung untergebracht. Damals lag der Bahnhof in offener Flur zwischen den Dörfern Tapfheim und Münster, die erst in der zweiten Hälfte des 20. Jahrhunderts zusammenwuchsen. Eine Straße südlich der Trasse verband beide Dörfer und erschloss den Bahnhof über die heutige Bahnhofstraße.

### Stellwerke und Güterbahnhof
Im Jahr 1901 wurde im Bahnhof ein mechanisches Stellwerk der Bauform Krauß in Betrieb genommen, das von einem gleisseitigen Anbau am Empfangsgebäude aus bedient wurde.
Östlich des Empfangsgebäudes befand sich ein Güterbahnhof mit Ladestraße. Nach Aufgabe der Güterverladung wurde das Areal als Lager- und Abstellfläche für eine Baggerfirma genutzt.
1977 ersetzte ein vom Bahnhof Donauwörth aus ferngesteuertes Relaisstellwerk der Bauform Dr S 2 das alte Stellwerk.

### Umgestaltung im 21. Jahrhundert
Das Empfangsgebäude steht als Baudenkmal in der Bayerischen Denkmalliste. Nachdem es ab etwa 2000 leer stand, verkaufte die Deutsche Bahn das Gebäude 2007 an die Immobiliengesellschaft Patron Capital, die es 2011 in einer Auktion an die Gemeinde Tapfheim weiterveräußerte. Ursprüngliche Pläne, das Gebäude als Dorfgemeinschaftshaus oder Seniorentreff zu nutzen, wurden nicht verwirklicht.
2015 erfolgte ein barrierefreier Ausbau des Bahnhofs, bei dem der einzige Hausbahnsteig (Länge: 140 m, Breite: 2,50 m) auf 55 Zentimeter Bahnsteighöhe erhöht und mit einem Blindenleitsystem ausgestattet wurde.
Anfang 2017 kaufte die Schmuckherstellerin Rita Failer das Empfangsgebäude von der Gemeinde und begann mit der Sanierung sowie dem Einbau eines Cafés und einer Schmuckwerkstatt. Dabei wurden unter anderem die historische Bahnhofsuhr sowie Treppen, Türen, Fenster und das Schalterfenster restauriert. Eröffnet wurden Café und Werkstatt am 27. April 2018. Für die denkmalgerechte Renovierung erhielt die Eigentümerin die Denkmalschutzmedaille 2020 des Bayerischen Staatsministeriums für Wissenschaft und Kunst sowie den Denkmalpreis 2020/2021 des Bezirks Schwaben.
Zur Aufwertung des Bahnhofsumfelds ließ die Gemeinde Tapfheim bis Mitte 2021 im nordöstlichen Bereich des Geländes einen Parkplatz für Parken und Reisen mit Wendehammer, einen Behindertenparkplatz sowie eine überdachte Fahrradabstellanlage errichten. 2022 folgten fünf abschließbare Fahrradboxen, 2023 wurden zehn weitere beschafft. Daneben eröffnete im Dezember 2021 auf der Ostseite des Empfangsgebäudes ein öffentlicher Bücherschrank.
Da an dem vorhandenen Ausweichgleis kein Bahnsteig vorhanden ist, sind im Bahnhof Tapfheim Kreuzungen von Reisezügen mit beiderseitigem Verkehrshalt nicht möglich. Deshalb plant man, auf der dem Empfangsgebäude gegenüberliegenden Gleisseite einen Außenbahnsteig anzulegen, um eine flexiblere Fahrplangestaltung zu ermöglichen. Zur Erschließung dieses Bahnsteigs und des 2017 gebauten, nördlich entlang der Bahnstrecke verlaufenden Radweges ist eine Unterführung östlich des Empfangsgebäudes vorgesehen. Von der Deutschen Bahn wurde hierzu im Januar 2021 die Genehmigungsplanung beim Eisenbahn-Bundesamt eingereicht. Im Februar gab der Freistaat eine Förderzusage ab. Bisher (Stand Januar 2025) gibt es noch keinen Planfeststellungsbeschluss. Die ursprüngliche Zeitplanung sieht vor, dass die für den Bau notwendigen Sperrpausen der Strecke im August 2025 stattfinden sollen. Mit der Fertigstellung des Projektes wird 2026 gerechnet.

## Verkehr
Der Bahnhof Tapfheim wird im Stundentakt von Regionalbahn-Zügen der Linie RB 15 (Ulm–Ingolstadt) bedient.. Im Jahr 2018 nutzten werktags durchschnittlich zwischen 100 und 250 Ein- und Aussteiger den Bahnhof.